# 30 av. J.-C.
Cette page concerne l'année 30 av. J.-C. du calendrier julien.

## Événements
- Printemps : Hérode le Grand, roi de Judée, ayant vaincu les Nabatéens, rencontre Octavien à Rhodes après sa victoire à Actium. Octavien confirme la royauté d’Hérode[1]. Après sa victoire en Égypte, il lui restitue la région de Jéricho à laquelle il ajoute Gadara, Hippos, Samarie, Gaza, Anthédon, Joppé et la tour de Straton[2].
  - Hérode fait périr les derniers membres de la famille asmonéenne : Hyrcan II (30 av. J.-C.) puis son épouse Mariamne (29 av. J.-C.) ; et sa mère Alexandra (v. 28  av. J.-C.)[3]. La mort de Mariamne, la seule de ses dix femmes qu’il aimait, accusée d’infidélité par Salomé, la sœur d’Hérode, accable le roi de chagrin et le laisse au bord de la folie[2].
- 30 juillet, Égypte : Octavien assiège Alexandrie[4].
- 1er août : Octavien prend Alexandrie. Cléopâtre VII, enfermée dans un tombeau, fait courir le bruit de sa mort. Marc Antoine, qui la croit morte, se suicide[4]. Fin de la Guerre civile.
- 3 août : funérailles de Marc Antoine[4].
- 8 août : Cléopâtre tente d’apitoyer Octavien pour conserver l’Égypte, mais celui-ci se montre intraitable et décide de la conduire à Rome pour orner son triomphe[4].
- 12 août : Cléopâtre se tue en se faisant piquer par un aspic[5].
- 31 août : Octavien est officiellement proclamé souverain d'Égypte. Ptolémée XV Césarion, fils de César et de Cléopâtre, est assassiné sur ordre d’Octavien[5]. Caius Cornelius Gallus devient le premier préfet d'Égypte.
  - L'Égypte devient une province romaine, c'est la fin de la dynastie des Ptolémées et de l'époque hellénistique.
  - Le changement de régime en Égypte n’entraîne pas de réactions populaires, car les Romains ne font que se substituer aux Ptolémées, en maintenant la langue grecque et des administrateurs grecs pour gouverner le pays. Octavien ne laisse que peu de troupes dans un pays en paix, menacé seulement au Sud.
  - Alexandrie demeure une ville florissante, malgré la concurrence de Rome. Si une partie des produits d’Asie du Sud-Est est acheminée désormais par voie terrestre, les empereurs romains prendront plusieurs mesures pour maintenir l’activité commerciale du grand port.

- Début du règne d'Obodas III, roi de Nabatène (fin en 9 av. J.-C.)[6].
- Rome, qui vient d’annexer l’Égypte, s’empare du port d’Adoulis, en Éthiopie. Les Axoumites s’allient aux Nubiens pour combattre l’envahisseur. Cornelius Gallus intervient en -29[7].
- Début du règne du roi légendaire d’Ulster Conchobar Mac Nessa[8].

## Décès en 30 av. J.-C.
- 1er août : Marc Antoine.
- 12 août : Cléopâtre.